# Mare Advertencia Lirika
Mare Advertencia Lirika   (Oaxaca, 14 de gener de 1987) és una cantant mexicana de rap, activista social i feminista, d'origen zapoteca. Amb el rap i altres ritmes musicals fa protesta social. Els seus versos parlen sobre temes de gènere, drets indígenes i la situació política i social de Mèxic.

## Trajectòria
Prové d'una zona d'Oaxaca amb alt índex de marginalitat i des de molt petita va tenir un acostament a la poesia de protesta a l'escola amb els seus mestres. Una de les seves mestres -explica en una entrevista- li va dir que no servia per a la poesia i això la va fer allunyar-se de la poesia i apropar-se al rap. Es va iniciar en el rap als setze anys amb DJ TBear el 2003 en el grup OGG. El 2004 el grup es va separar i tres dels seus membres (Lluna, Itza i Mare) van formar el col·lectiu Advertencia Lírica, les tres primeres dones que van fer rap a Oaxaca.
Advertencia Lirika és el primer grup de rap femení de l'estat d'Oaxaca. El 2007 van llançar el seu primer disc titulat 3 reinas. Van continuar amb el seu treball col·lectiu fins a 2009, moment en el qual cada integrant inicia la seva carrera independent. El 2010 Mare és convidada a formar part del col·lectiu Mujeres Trabajando amb Ximbo, Jezzy P, Audry Funk, Neffys. El seu tema “Que Mujer!” produït per DJ TBear en Bear House Co va aparèixer al recopilatori Mujeres Trabajando Vol. 1. El 2013 presenta Experimental prole produït per DJ Pispo. El 2015 col·labora amb el grup Quimono en “Música Para Quitar Prejuicios”. El 2016 presenta Siempre viva, en el qual compta amb el treball de músics oaxaquenys i hi inclou lletres sobre igualtat i drets, crítica sobre la política de Mèxic i el rol de la dona oaxaquenya en el conjunt social.

## Discografia
- 2007 “3 reinas” amb Advertencia Lírica
- 2010 "Qué mujer"
- 2013 "Experimental prole"
- 2016 "Siempre viva"

## Premis i reconeixements
El març de 2013 va ser distingida amb el "Reconocimiento María Sabina" atorgat pel govern de l'estat d'Oaxaca i l'Instituto de la Mujer Oaxaqueña a "dones que han servit d'inspiració a moltes dones i transformat la vida de moltes altres".